# 上郡站
上郡車站（日语：／ Kamigōri eki */?）是位於日本兵庫縣赤穗郡上郡町大持170-1號，由西日本旅客鐵道（JR西日本）和智頭急行所共用的鐵路車站。本站是JR西日本所屬的主要鐵路幹線山陽本線與地方私鐵線智頭線的交會車站，以及智頭線的起點車站，因此行經山陽本線上的大部分特急列車皆有停靠本站。在山陽本線沿線各車站中，上郡車站是JR西日本神戶支社所管轄的車站中最西端的邊界，鄰站三石車站以西的各站都開始由岡山支社管轄，因此大部分由京都、大阪方向駛來的新快速與快速列車都是在本站折返。

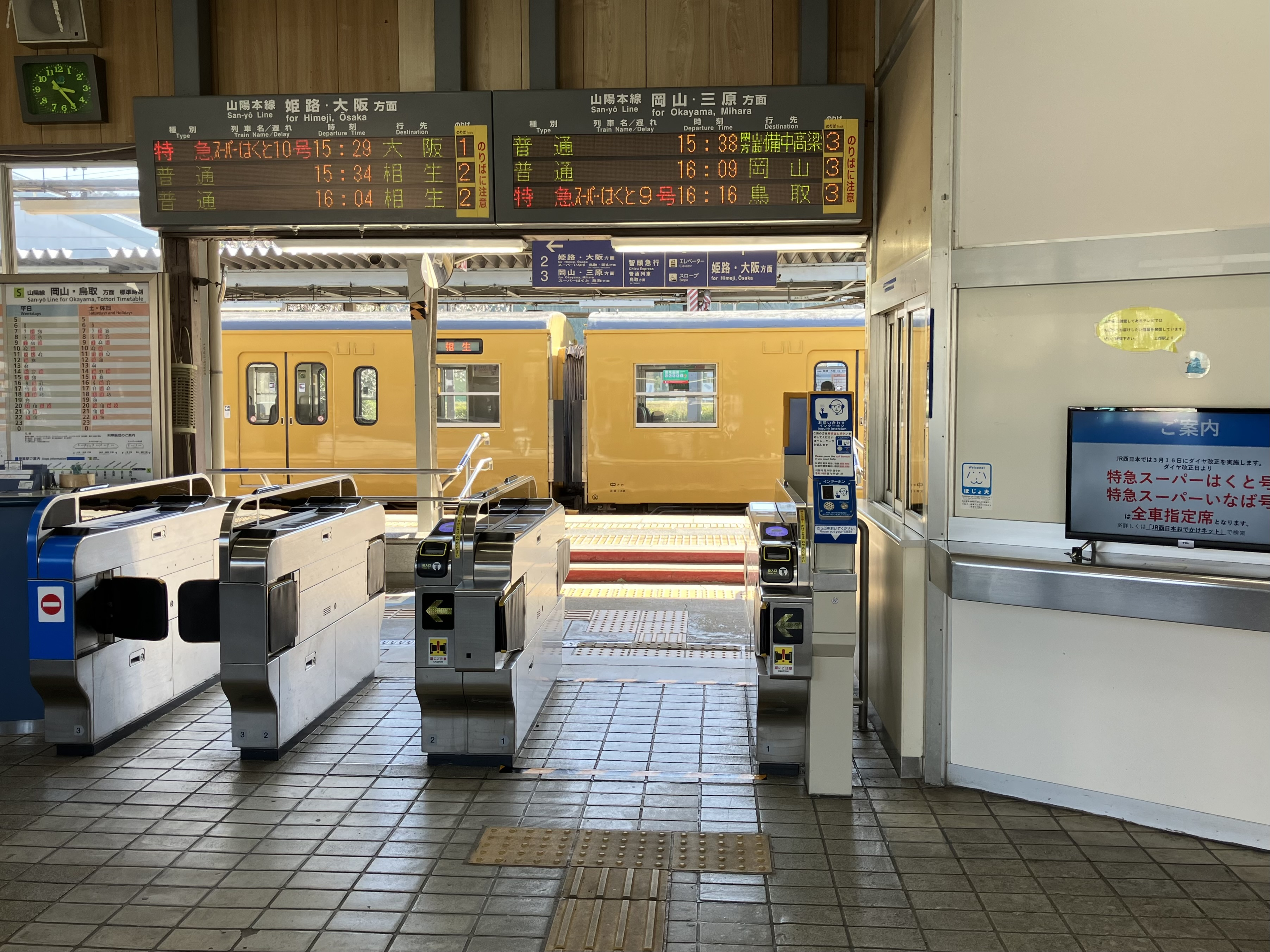
驗票口（2024年4月）

## 車站結構
本站為地面站房的有人站，對應12節編組的2面4線的月台。

### 月台配置
| 月台           | 路線                | 方向                | 目的地               | 備註                             |
| JR線月台       | JR線月台            | JR線月台            | JR線月台             | JR線月台                         |
| -------------- | ------------------- | ------------------- | -------------------- | -------------------------------- |
| 1              | 山陽本線            | 上行                | 姬路、大阪方向       | 包括主要岡山方向起，往京都的特急 |
| 2              | 山陽本線            | 上行                | 姬路、大阪方向       | 主要折返與始發                   |
| 2              | □特急「超級因幡」   | □特急「超級因幡」   | 往鳥取/岡山          | 兩方向均在此月台                 |
| 3              | 山陽本線            | 下行                | 岡山、三原方向       | 岡山、三原方向                   |
| 3              | □特急「超級白兔」   | □特急「超級白兔」   | 往鳥取、倉吉         | 往鳥取、倉吉                     |
| 智頭急行線月台 |                     |                     |                      |                                  |
|                | ■智頭線（普通列車） | ■智頭線（普通列車） | 佐用、大原、智頭方向 | 佐用、大原、智頭方向             |

## 使用情況
根據「兵庫縣統計書」，2018年（平成30年）度1日平均上車人次（JR西日本）為3,077人。
近年的1日平均上車人次（JR西日本）如下表。
| JR西日本 | JR西日本         |
| 年度     | 1日平均 上車人次 |
| -------- | ---------------- |
| 2000年   | 3,447            |
| 2001年   | 3,428            |
| 2002年   | 3,340            |
| 2003年   | 3,309            |
| 2004年   | 3,344            |
| 2005年   | 3,331            |
| 2006年   | 3,272            |
| 2007年   | 3,255            |
| 2008年   | 3,180            |
| 2009年   | 2,954            |
| 2010年   | 2,952            |
| 2011年   | 2,954            |
| 2012年   | 3,002            |
| 2013年   | 2,958            |
| 2014年   | 2,949            |
| 2015年   | 3,069            |
| 2016年   | 3,073            |
| 2017年   | 3,112            |
| 2018年   | 3,077            |

近年的1日平均上下車人次（智頭急行）如下表。
| 年度   | 1日平均上下車人數 |
| ------ | ----------------- |
| 2018年 | 498               |

## 相鄰車站
西日本旅客鐵道
 山陽本線
■新快速（至姬路站為止各站停車）
有年－上郡
■普通（西明石站以東為快速）
有年－上郡－三石
智頭急行
智頭線（只限特急與普通運行）
上郡－（岩木信號場）－苔繩

## 外部連結
- 上郡｜車站資訊：JR出門網 - 西日本旅客鐵道
- 上郡站（智頭急行）（页面存档备份，存于）